# سنتری (رابرت رینولدز)
سنتری (به انگلیسی: Sentry) با نام اصلی رابرت رینولدز، یک شخصیت تخیلی ابرقهرمان در کتاب‌های کامیک مارول کامیکس می‌باشد. این کاراکتر به وسیلهٔ پائول جنکیز، جی لی و ریک ویچ خلق شده و در سنتری شمارهٔ اول (سپتامبر ۲۰۰۰) برای اولین بار معرفی شد.
از این شخصیت در چندین محصول مارول از جمله انیمیشن، بازی کامپیوتری و آرکید، سریال تلویزیونی، اسباب بازی و کارت بازی استفاده شده

سنتری بسیار قدرت مند است و به جز سوپرمن رقیبی ندارد
- مشارکت‌کنندگان ویکی‌پدیا. «(Sentry (Robert Reynolds». در دانشنامهٔ ویکی‌پدیای انگلیسی.